# توری، آپولیا

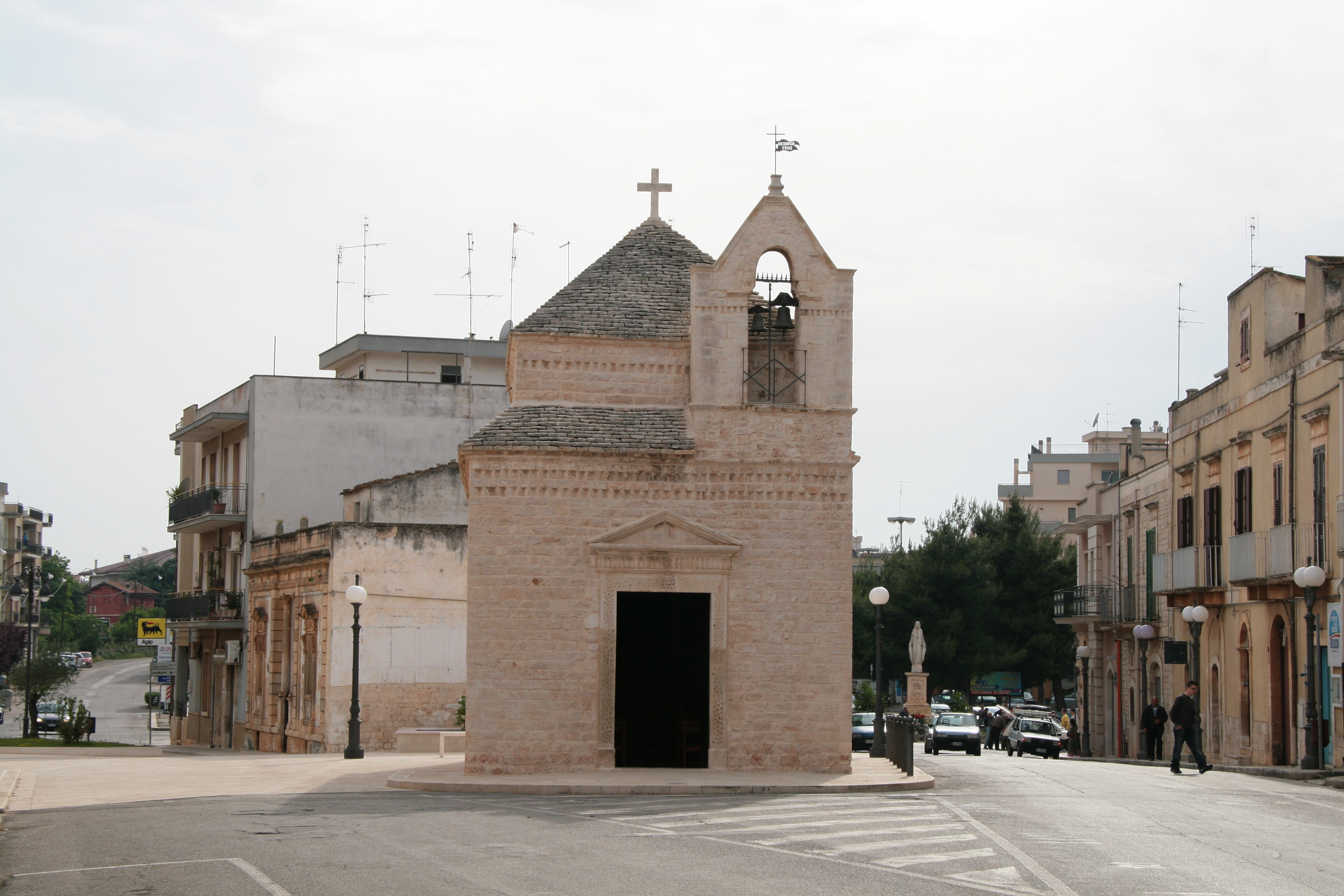
توری آپولیا

توری، آپولیا (به ایتالیایی: Turi, Apulia) یک سکونتگاه مسکونی در ایتالیا است که در استان باری واقع شده‌است.

## خصوصیات
توری ۷۰ کیلومترمربع مساحت و ۱۱٬۸۸۱ نفر جمعیت دارد و ۲۵۴ متر بالاتر از سطح دریا واقع شده‌است.